# Frans grenen
Frans grenen (Nederlandse genormeerde naam), of Pin des Landes (België), is een houtsoort afkomstig van de Zeeden (Pinus pinaster, syn. Pinus maritima, familie Pinaceae). De boom komt voor in Zuid-Europa en Noord-Afrika.
Het rechtdradig hout heeft roodachtig geel of roodachtig bruin gestreept kernhout en witachtig spinthout. 
Het hout wordt gebruikt voor binnenschrijnwerk zoals parket maar ook voor wagonbodems, kisten, multiplex en meubels. 
Het hout wordt best eerst ontharst alvorens men het verder bewerkt. 